# Buena (New Jersey)
Buena is een plaats (borough) in de Amerikaanse staat New Jersey, en valt bestuurlijk gezien onder Atlantic County.

## Demografie
Bij de volkstelling in 2000 werd het aantal inwoners vastgesteld op 3873.
In 2006 is het aantal inwoners door het United States Census Bureau geschat op 3804, een daling van 69 (-1,8%).

## Geografie
Volgens het United States Census Bureau beslaat de plaats een oppervlakte van
19,7 km², geheel bestaande uit land. Buena ligt op ongeveer 34 m boven zeeniveau.

## Plaatsen in de nabije omgeving
De onderstaande figuur toont nabijgelegen plaatsen in een straal van 16 km rond Buena.